# Бельгазуани, Шахир
Шахи́р Бельгазуани́ (фр. Chahir Belghazouani; род. 6 октября 1986, Порто-Веккио) — французский футболист, полузащитник. Выступал в национальной сборной Марокко. Имеет гражданство Марокко и Франции.

## Карьера

### Клубная
Начал профессиональную карьеру в «Гренобле». В августе 2007 года перешёл в киевское «Динамо», но ни разу не вышел на поле в составе первой команды. В молодёжном первенстве Украины сыграл 25 игр и забил 3 мяча. Бельгазуани выступал на правах аренды за «Страсбур», «Ксамакс» и «Тур». Игрок и футбольный клуб «Динамо» (Киев) договорились о досрочном расторжении действующего соглашения, и в январе 2012 года Бельгазуани подписал контракт с бельгийским клубом «Зюлте-Варегем».
Летом 2012 года стал игроком французского «Аяччо».

### Международная
В 2004 году выступал за юношескую сборную Марокко до 17 лет, а в 2005—2006 — за молодёжную сборную Франции. Зимой 2013 года дебютировал на Кубке Африки, выйдя на замену в матче первого тура с Анголой (0:0).